# Oruza chionocraspis
Oruza chionocraspis là một loài bướm đêm trong họ Erebidae.